# American Connection (KRO)
American Connection was een Nederlands radioprogramma dat wekelijks in twee delen door de KRO wordt uitgezonden op Radio 2 en herhaald op Radio 6.
American Connection besteedde aandacht aan Americana, een verzamelnaam voor muzieksoorten als rock, alternative country, roots, singer-songwriter, folk, bluegrass en cajun.
De uitzending werd gevuld met het draaien van cd’s en een aantal vaste rubrieken. Als eindtune wordt Frontera van Calexico gebruikt.
Het programma startte op zaterdag 24 maart 2001 op Radio 2 als een twee uur durend programma dat elke zaterdagavond tussen 18.00 en 20.00 uur werd uitgezonden.
Op 2 september 2006 vond de laatste uitzending volgens dit schema plaats. De netcoördinator van Radio 2 vond het programma niet meer in het profiel van de zender passen. Ook For the record van Mart Smeets en Leo Blokhuis zou verdwijnen van de zender. Beide programma’s keerden echter terug, zij het in de nachtprogrammering, en in het geval van American Connection, ook op het moeilijk te ontvangen Radio 6.
American Connection verdween met ingang van 1 januari 2010 definitief van de radio. Presentator Ruud Hermans maakte dat in de zomer van 2009 bekend op de website van het programma. De KRO zou zich tot het uiterste hebben ingespannen om het programma te behouden. For the record mocht uiteindelijk wel blijven, al werd ook dat programma begin 2014 het zwijgen opgelegd.
In oktober 2009 wordt door luisteraars van American Connection actie gevoerd, in een poging om het programma toch te behouden. 

## Medewerkers
- Presentatie: Ruud Hermans, reserve: Marc Stakenburg, Ron Kas
- Samenstelling: Ruud Hermans, Jacques van Aelst
- Regie: Jan de Jong
- Productie: Margot Maas

## Vaste rubrieken
- Week-cd: wekelijks wordt van een nieuw Americana-album twee nummers gedraaid. Deze week-cd de prijs van het original-spel.
- Original-spel: de luisteraar wordt gevraagd wie het origineel van een cover als eerste op de plaat zette. Uit de binnengekomen inzendingen wordt een winnaar geloot die de week-cd van de vorige week toegestuurd krijgt.
- Americana root chart: een overzicht van de meest gedraaide nummers volgens Americana Airplay Chart of Euro Americana Chart.
- Agenda: optredens in de komende week van Americana-artiesten op tournee in Nederland
- Live-blokje: drie nummers worden live gespeeld in de studio, of er worden eigen opnames uitgezonden, gemaakt in de Byton Studio's in Loosdrecht, of tijdens festivals als Take Root en Blue Highways. Van de opnames in o.a. de Byton Studio's verscheen in 2005 een compilatie-cd American Connection: highlights from the radio sessions (Corazong 255 081). Wegens bezuinigingen verviel het live-blokje.
- Cliffhanger: een soort van verzoekplatenrubriek. Wekelijks wordt een thema bekendgemaakt. Luisteraars kunnen tot de maandag na de uitzending nummers die met dat thema te maken hebben via de website van het programma aangedragen. Daarna is er tot donderdagmiddag de mogelijkheid te stemmen op een van die platen. In de eerstvolgende uitzendingen worden nummers gedraaid.
- Album top 25: aan het eind van het jaar kunnen luisteraars een top 5 insturen van dat jaar verschenen albums. Volgens een puntenwaardering (nummer 1 krijgt 5 punten, nummer 5 krijgt 1 punt) wordt op basis van die lijstjes een top 50 opgesteld. De top 25 wordt aan het eind van het jaar uitgezonden.